# Irmgard Seefried
Maria Theresia Irmgard Seefried, född 9 oktober 1919 i Köngetried, död 24 november 1988 i Wien, var en tysk-österrikisk sångerska. Hon var gift med violinisten Wolfgang Schneiderhan och blev i samband med det österrikisk medborgare. Hon var främst känd som en artistiskt raffinerad, lyrisk Mozart-sopran.